# Corybas
Corybas is een geslacht uit de orchideeënfamilie (Orchidaceae). De soorten komen voor in India, Zuid-China, Taiwan, het Maleisisch schiereiland, Borneo, de Filipijnen, Nieuw-Caledonië, Vanuatu, Pohnpei, Indonesië, Nieuw-Guinea, de Salomonseilanden, Australië (inclusief Macquarie-eiland), Nieuw-Zeeland (inclusief de Chathameilanden, Stewarteiland, de Aucklandeilanden en Campbell-eiland), Tahiti, Samoa en de Genootschapseilanden.

## Soorten
- Corybas abditus D.L.Jones
- Corybas abellianus Dockrill
- Corybas aberrans P.Royen
- Corybas aconitiflorus Salisb.
- Corybas acuminatus M.A.Clem. & Hatch
- Corybas acutus J.Dransf. & J.B.Comber
- Corybas aduncus (Schltr.) Schltr.
- Corybas albipurpureus P.Royen
- Corybas amabilis P.Royen
- Corybas amungwiwensis P.Royen
- Corybas annamensis Aver.
- Corybas arachnoideus (Schltr.) Schltr.
- Corybas arfakensis (J.J.Sm.) Schltr.
- Corybas aristatus (Schltr.) Schltr.
- Corybas bancanus (J.J.Sm.) Schltr.
- Corybas barbarae D.L.Jones
- Corybas betchei (F.Muell.) Schltr.
- Corybas betsyae P.Royen
- Corybas boridiensis P.Royen
- Corybas bryophilus J.J.Sm.
- Corybas calcicola J.Dransf. & G.Sm.
- Corybas callifer (J.J.Sm.) Schltr.
- Corybas calopeplos J.Dransf. & G.Sm.
- Corybas calophyllus (Schltr.) Schltr.
- Corybas carinatus (J.J.Sm.) Schltr.
- Corybas carinulifer (Schltr.) P.Royen
- Corybas carsei (Cheeseman) Hatch
- Corybas caudatus Holttum
- Corybas cerasinus D.L.Jones & B.Gray
- Corybas cheesemanii (Hook.f. ex Kirk) Kuntze
- Corybas comptus J.Dransf. & G.Sm.
- Corybas confusus Lehnebach
- Corybas crenulatus J.J.Sm.
- Corybas cryptanthus Hatch
- Corybas cyclopensis P.Royen
- Corybas cymatilis P.Royen
- Corybas dentatus D.L.Jones
- Corybas despectans D.L.Jones & R.C.Nash
- Corybas diemenicus (Lindl.) Rupp
- Corybas dienemus D.L.Jones
- Corybas diversifolius S.P.Lyon
- Corybas dowlingii D.L.Jones
- Corybas ecarinatus Anker & Seidenf.
- Corybas echinulus E.Faria
- Corybas ekuamensis P.Royen
- Corybas epiphyticus (J.J.Sm.) Schltr.
- Corybas erythrocarpus J.J.Sm.
- Corybas expansus D.L.Jones
- Corybas fanjingshanensis Y.X.Xiong
- Corybas fenestratus P.Royen
- Corybas fimbriatus (R.Br.) Rchb.f.
- Corybas finisterreanus S.P.Lyon
- Corybas fordhamii (Rupp) Rupp
- Corybas fornicatus (Blume) Rchb.f.
- Corybas gastrosiphon (Schltr.) Schltr.
- Corybas geminigibbus J.J.Sm.
- Corybas gemmatus P.J.Cribb & B.A.Lewis
- Corybas gibbifer (Schltr.) Schltr.
- Corybas globulus (D.L.Jones & L.M.Copel.) J.M.H.Shaw
- Corybas helensis S.P.Lyon
- Corybas himalaicus (King & Pantl.) Schltr.
- Corybas hispidus D.L.Jones
- Corybas holttumii J.Dransf. & G.Sm.
- Corybas huonensis S.P.Lyon
- Corybas imperatorius (J.J.Sm.) Schltr.
- Corybas incurvus D.L.Jones & M.A.Clem.
- Corybas insulifloris P.Royen
- Corybas iridescens Irwin & Molloy
- Corybas karkarensis P.Royen
- Corybas karoensis J.B.Comber & J.Dransf.
- Corybas kinabaluensis Carr
- Corybas klossii (Ridl.) Schltr.
- Corybas koresii P.Royen
- Corybas laceratus L.O.Williams
- Corybas ledermannii (Schltr.) Schltr.
- Corybas leucotyle (Schltr.) Schltr.
- Corybas limpidus D.L.Jones
- Corybas longipedunculatus P.Royen
- Corybas longipetalus (Ridl.) Schltr.
- Corybas macranthus (Hook.f.) Rchb.f.
- Corybas mammillifer P.Royen
- Corybas mankiensis P.Royen
- Corybas merrillii (Ames) Ames
- Corybas minimus (R.J.Bates) J.M.H.Shaw
- Corybas minutus (Drake) Schltr.
- Corybas mirabilis (Schltr.) Schltr.
- Corybas moluccanus (Schltr.) Schltr.
- Corybas montanus D.L.Jones
- Corybas montis-stellaris P.Royen
- Corybas muluensis J.Dransf.
- Corybas muscicola (Schltr.) Schltr.
- Corybas nanus P.Royen
- Corybas naviculisepalus P.Royen
- Corybas neocaledonicus (Schltr.) Schltr.
- Corybas oblongus (Hook.f.) Rchb.f.
- Corybas obscurus Lehnebach
- Corybas orbiculatus (Colenso) L.B.Moore
- Corybas palearifer (J.J.Sm.) Schltr.
- Corybas papa Molloy & Irwin
- Corybas pictus (Blume) Rchb.f.
- Corybas pignalii E.Faria
- Corybas pilifer J.Dransf.
- Corybas ponapensis (Hosok. & Fukuy.) Hosok. & Fukuy.
- Corybas porphyrus P.Royen
- Corybas praetermissus J.Dransf. & J.B.Comber
- Corybas pruinosus (R.Cunn.) Rchb.f.
- Corybas puberulus (Schltr.) Schltr.
- Corybas puniceus T.P.Lin & W.M.Lin
- Corybas ramosianus J.Dransf.
- Corybas recurvus D.L.Jones
- Corybas ridleyanus Schltr.
- Corybas rivularis (A.Cunn.) Rchb.f.
- Corybas roseus (Janch.) Janch. ex J.J.Sm.
- Corybas rotundifolius (Hook.f.) Rchb.f.
- Corybas royenii Kores
- Corybas sanctigeorgianus Lehnebach
- Corybas saprophyticus (Schltr.) Schltr.
- Corybas scutellifer J.B.Comber & J.Dransf.
- Corybas selangorensis J.Dransf. & G.Sm.
- Corybas serpentinus J.Dransf.
- Corybas sexalatus J.J.Sm.
- Corybas simbuensis P.Royen
- Corybas sinii Tang & F.T.Wang
- Corybas smithianus Schltr.
- Corybas solomonensis P.Royen
- Corybas speculum (Schltr.) Schltr.
- Corybas stenotribonos J.B.Comber & J.Dransf.
- Corybas striatus (Schltr.) Schltr.
- Corybas subalpinus P.Royen
- Corybas sulcatus (M.A.Clem. & D.L.Jones) G.N.Backh.
- Corybas taiwanensis T.P.Lin & S.Y.Leu
- Corybas taliensis Tang & F.T.Wang
- Corybas torricellensis (Schltr.) Schltr.
- Corybas trilobus (Hook.f.) Rchb.f.
- Corybas umbonatus (Schltr.) Schltr.
- Corybas umbrosus J.Dransf. & J.B.Comber
- Corybas undulatus (R.Cunn.) Rupp
- Corybas unguiculatus (R.Br.) Rchb.f.
- Corybas urikensis P.Royen
- Corybas ventricosus (J.J.Sm.) Schltr.
- Corybas vespertilionis P.Royen
- Corybas villosus J.Dransf. & G.Sm.
- Corybas vinosus (J.J.Sm.) Schltr.
- Corybas viridisepalus S.P.Lyon
- Corybas vitreus Lehnebach
- Corybas walliae Lehnebach

## Hybriden
- Corybas ×halleanus E.Faria
- Corybas ×miscellus D.L.Jones